# Luteolejeunea herzogii
Luteolejeunea herzogii là một loài Rêu trong họ Lejeuneaceae. Loài này được (Buchloh) Piippo mô tả khoa học đầu tiên năm 1986.